# Lepanthes calliope
Lepanthes calliope är en orkidéart som beskrevs av Carlyle August Luer och Alexander Charles Hirtz. Lepanthes calliope ingår i släktet Lepanthes och familjen orkidéer. Inga underarter finns listade i Catalogue of Life.